# قناة الصناعة
قناة الصناعة هي قناة تلفزيونية فضائية متخصصة بالصناعة والتعليم والتقنيات تبث على القمر الصناعي عربسات على التردد 11662 عمودي.
مؤسس القناة المهندس منصور سامي الشدايدة
من مشاريع القناة الموسوعة المصورة للصناعة وهي مجموعة برامج عن الصناعة لكل بلد من البلدان العربية على مواقع متخصصة مثل madeinuae.tv

## وصلات خارجية
- موقع قناة الصناعة